# Pro Evolution Soccer 2012
Pro Evolution Soccer 2012 (afgekort tot PES 2012 en officieel bekend als World Soccer: Winning Eleven 2012) is een voetbalsimulatiespel en de elfde editie van de serie Pro Evolution Soccer. Het spel werd ontwikkeld en gepubliceerd door Konami met de productiehulp van het Blue Sky Team. Lionel Messi, die de ster voor de serie was sinds PES 2009, wordt in PES 2012 vervangen door Cristiano Ronaldo.
Net als eerdere versies van het spel, bevat PES 2012 de licentie voor de UEFA Champions League, UEFA Europa League en de UEFA Super Cup, en een licentie van de CONMEBOL voor de Copa Libertadores. Scheidsrechters voor de UEFA Champions League-, UEFA Europa League- en de UEFA Super Cup-wedstrijden dragen officiële UEFA Champions League-uniformen, wat een primeur is voor de serie. Pro Evolution Soccer 2012 werd uitgebracht voor de PlayStation 3, Xbox 360 en Microsoft Windows. Het spel werd op 14 oktober 2011 uitgebracht in Europa en op 16 oktober 2011 in Japan.

## Gameplay
De gameplay van PES 2012 is een verfijning van PES 2011, met minder grote veranderingen dan de vorige iteratie maar vele kleinere verbeteringen en veranderingen op gebieden als kunstmatige intelligentie, snelheid, animatie en fysica.
Een van de nieuwe functies is het teamgenoot-control-systeem, waarbij een tweede speler kan worden gecontroleerd, zowel tijdens het spelen, of op een set stuk of inworp. Dit maakt het voor spelers mogelijk om exact geplaatst te worden. Handleiding en bijgestaande versies van de functies zijn beschikbaar voor verschillende moeilijkheidsgraden en beheersingen.
De kunstmatige intelligentie is verbeterd ten opzichte van vorige PES-spellen, alle spelers zullen bijvoorbeeld meer doordacht spelen bij het verdedigen in plaats van gewoon druk uit te oefenen en alle teamgenoten zullen intelligente bewegingen maken.

## Competities
Dankzij een exclusieve deal met de UEFA en de CONMEBOL, is de UEFA Champions League, de UEFA Europa League, de UEFA Super Cup en de Copa Santander Libertadores volledige gelicentieerd. De toernooien zijn geïntegreerd in de nieuwe modus, Voetbal Life, die een Master Competitie-modus bevat en een Word een legende-modus, en voor de eerste keer, een Club Boss-modus.
De volgende competities zijn volledig gelicentieerd:
- Frankrijk: Ligue 1
- Nederland Eredivisie
- Spanje Liga BBVA

De volgende competities zijn niet helemaal gelicentieerd.
- Engeland: Premier League (alle clubs hebben fictieve team namen behalve Manchester United en Tottenham Hotspur, die beide volledig gelicenseerd zijn).
- Italië Serie A (alle clubs volledig gelicentieerd, maar de naam en het logo van de competitie zijn fictief.)
- Portugal Primeira Liga (alle clubs hebben fictieve team namen behalve FC Porto, Sporting Lissabon en SL Benfica die allemaal volledig gelicenseerd zijn).